# Ozegahara (palude)

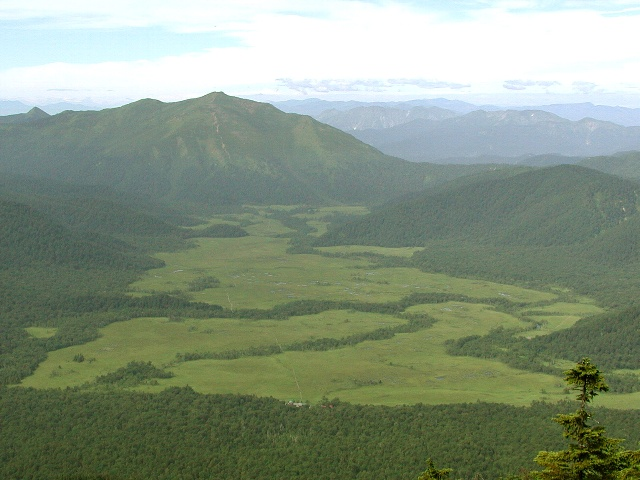
Panorama della palude

L'Ozegahara è una palude del Giappone che ricopre una superficie di 8 chilometri quadrati all'interno del parco nazionale di Oze.